# Sanji Mmasenono Monageng
Sanji Mmasenono Monageng (Serowe, 9 augustus 1950) is een Botswaans jurist. Na het ambt van rechter tien jaar lang te hebben uitgeoverd in eigen land, kreeg ze de leiding over de landelijke advocatenkamer. Verder was ze opperrechter in Gambia en Swaziland en dient ze sinds 2009 als rechter van het Internationale Strafhof.

## Levensloop
Monageng studeerde van 1982 tot 1987 rechten aan de Universiteit van Botswana en was daarna tot 1997 werkzaam als rechter. In deze tijd deed ze overwegend ervaring op in het strafrecht van jongeren en volwassenen en het burgerlijk recht van kinderen en vrouwen. Aansluitend leidde ze van 1997 tot 2006 de advocatenkamer van haar land.
Daarnaast was ze van 2003 tot 2009 lid van de Afrikaanse Commissie van Mensenrechten en Volkenrechten. Van 2006 tot 2008 was ze rechter van het Hooggerechtshof van Gambia en aansluitend in dezelfde functie van Swaziland. In 2009 werd ze gekozen tot rechter van de preliminaire kamer van het Internationale Strafhof in Den Haag voor een termijn van negen jaar. Vanaf 2012 fungeert ze daarnaast als een van de twee vicepresidenten van het Hof.